# Jezioro Genval
Jezioro Genval (nider. Meer van Genval, fr. Lac de Genval) – jezioro w Belgii, na płd.-wsch. od Brukseli. Miejsce wypoczynkowe dla mieszkańców stolicy. 
Jednym z najsławniejszych miejsc jest pięciogwiazdkowy hotel Chateau du Lac, z usług którego korzystała reprezentacja Francji w piłce nożnej na Euro 2000 w Belgii.